# Francis Benali
Francis „Franny“ Vincent Benali MBE (* 30. Dezember 1968 in Southampton) ist ein ehemaliger englischer Fußballspieler. Als linker Außenverteidiger war er eine feste Konstante beim Erstligisten FC Southampton in den 1990er-Jahren und absolvierte 389 Spiele für die „Saints“.

## Sportlicher Werdegang
Benali besuchte in seiner Geburtsstadt Southampton die Bellemoor School und spielte Fußball für Winsor United in the Southampton Tyro League. In den frühen Jahren wurde der spätere Defensivspezialist auf der Stürmerposition eingesetzt und dabei zeigte er sich torgefährlich. Er profitierte dabei davon, dass er als „Frühentwickler“ körperlich in Bezug auf Stärke und Schnelligkeit Gleichaltrigen gegenüber im Vorteil war. Rasch war er neben der Schulauswahl von Southampton auch in der nationalen Schulmannschaft vertreten, in der er gleich neunmal zum Einsatz kam. Im Alter von 13 Jahren schloss sich das Talent der Jugendabteilung des FC Southampton an und nach der Unterzeichnung eines Profivertrags im Dezember 1986 debütierte er am 1. Oktober 1988 für den Erstligisten per Einwechslung in einem Heimspiel gegen Derby County. Zwischenzeitlich als linker Flügelspieler umgeschult, kam er nach weiteren Kurzauftritten aufgrund einer Langzeitverletzung von Micky Adams in der Saison 1989/90 als linker Außenverteidiger regelmäßiger zum Zug – parallel dazu eroberte sich der ebenfalls junge Jason Dodd auf rechten Seite einen Stammplatz. Dabei zeigte er vor allem Stärken im Zweikampfverhalten sowie bei Flanken mit dem linken Fuß. Nach Adams’ Genesung war er erst wieder Ersatzmann, bevor er ab Januar 1992 entweder gemeinsam mit ihm die linke Seite bekleidete oder ihn erneut in der Abwehr vertrat.
In den folgenden Jahren entwickelte sich Benali in der neu geschaffenen Premier League zum Stammspieler der Saints, wobei er neben der linken Verteidigerposition, auf der er gelegentlich mit Simon Charlton konkurrierte, auch in der Abwehrmitte sowie im Mittelfeld auszuhelfen vermochte. In der ersten Hälfte der Saison 1996/97 saß Benali zunächst auf der Ersatzbank, bevor er erneut gegen Derby sein Comeback feierte und danach wieder „dauerpräsent“ war. Zu einem Kuriosum begann sich seine Torlosigkeit zu entwickeln in über 300 Pflichtspielen. und so war der Jubel groß, als er im November 1997 gegen Leicester City (2:1) per Kopfball einen Treffer erzielte. Dazu konnte er sich trotz der neuen Konkurrenz auf seiner Position (Lee Todd) und gleich zweier Platzverweise in der Saison 1997/98 vorerst noch in der Stammformation behaupten, bevor sich zur Jahrtausendwende hin die Karriere langsam ihrem Ende zuneigte.
Im Jahr 2001 wurde er kurzzeitig an den Zweitligisten Nottingham Forest ausgeliehen. Die anschließende Kaufoption übte „Forest“ nicht aus und nach seiner Rückkehr nach Southampton fungierte Benali bis zum Ende seiner Profilaufbahn als Ersatzmann hinter Wayne Bridge. Zwischen 2006 und 2008 ließ er schließlich seine aktive Laufbahn beim Amateurklub FC Eastleigh ausklingen.

## Nach der aktiven Karriere
Im Anschluss an seine Profifußballerkarriere wandte sich Benali diversen Aufgaben zu. Er präsentierte sich bei einer eigenen Fußballshow als Radiomoderator, betreute die U-12-Jugendauswahl in Southampton und wurde zudem im Klub Schirmherr der Gemeinschaftsprojekte. Benali ist zudem ein passionierter Langstreckenläufer und sammelte im Spätsommer 2014 für die britische Krebsstiftung mehr als 100.000 Pfund, als er in drei Wochen 1.000 Meilen absolvierte und dabei alle 20 Premier-League-Stadien erreichte. Weitere Aktionen folgten im Oktober 2016 und im April 2019 bei mehrtägigen Ironman-Veranstaltungen, wobei mehr als 350.000 Pfund bzw. eine Million Pfund erlöst wurden. In Anerkennung seiner diesbezüglichen Verdienste erhielt er zu Beginn des Jahres 2020 die Auszeichnung zum Member of the British Empire.